# بوبي مكدونالد
بوبي مكدونالد (بالإنجليزية: Bobby McDonald)‏ (13 أبريل 1955 بأبردين في المملكة المتحدة - ) هو لاعب كرة قدم بريطاني في مركز الظهير. لعب مع أستون فيلا وأكسفورد يونايتد وكوفنتري سيتي وليدز يونايتد ومانشستر سيتي ووولفرهامبتون واندررز.

## وصلات خارجية
- بوبي مكدونالد على موقع قاعدة بيانات كرة القدم.إي يو (الإنجليزية)
- بوبي مكدونالد على موقع عالم كرة القدم.نت (الإنجليزية)